# Sada Mire
Pour les articles homonymes, voir Mire.
Sada Mire, née en juillet 1976 à Hargeisa, en Somalie, est une archéologue suédoise et s'identifiant également comme somalilandaise.

## Jeunesse
Elle grandit à Mogadiscio. Sa mère est sage-femme. Son père, fonctionnaire de police, est tué quand Mire a 12 ans. La guerre civile somalienne commence et la famille passe de camp en camp pour échapper aux combats.
En 1991, elle fuit la Somalie avec sa mère et ses frères et sœurs. Elle et sa sœur jumelle, Sohur, émigrent en Suède où vit une sœur aînée qui y a obtenu l'asile, puis elles partent au Royaume-Uni pour leurs études.
Sada Mire étudie à l'université de Lund avant d'obtenir un «bachelor» à la School of Oriental and African Studies puis un master et un doctorat en archéologie au University College de Londres.

## Carrière
Sada Mire a effectué des recherches de terrain dans le nord de la Somalie, au Royaume-Uni, au Danemark, au Kenya et en Égypte. Elle a travaillé pour le Programme des Nations unies pour le développement. Elle a participé à une conférence TED, ainsi qu'à des comités de rédaction, dont celui de l'African Archaeological Review.
Elle obtient une bourse du département d'art et archéologie de la School of Oriental and African Studies de Londres.
En 2007, elle est à la tête du Département des antiquités du territoire séparatiste du Somaliland avec lequel elle lance un programme d'explorations archéologiques en 2007. À la tête d'une équipe de cinquante personnes, elle découvre près de 100 sites d'art rupestre préhistorique à Dhambalin, près de la ville balnéaire de Berbera,.
Elle est également nommée à la tête du département d'archéologie au sein du ministère de la Culture du Somaliland, qu'elle quitte en 2011 pour fonder l'ONG Horn Heritage, chargée de collecter des financements pour financer ses recherches.
Elle est assistant-professeur à l'université de Leyde.
Afin de faire connaître le patrimoine culturel de son pays, poursuivre ses recherches archéologiques, financer son travail et obtenir l'inscription de certains sites au Patrimoine mondial de l'UNESCO, elle a créé l'organisation à but non lucratif Horn Heritage,.
Elle a également participé à la création du département du Tourisme et de l'Archéologie de la Somalie.